# Damernas 400 meter medley vid världsmästerskapen i kortbanesimning 2024
Damernas 400 meter medley vid världsmästerskapen i kortbanesimning 2024 avgjordes den 14 december 2024 i Donau Arena i Budapest i Ungern.
Guldet togs av kanadensiska Summer McIntosh efter ett lopp på 4 minuter och 15,48 sekunder, vilket blev ett nytt världsrekord. Silvret togs av amerikanska Katie Grimes och bronset togs av brittiska Abbie Wood.

## Rekord
Inför tävlingens start fanns följande världs- och mästerskapsrekord:
|                   | Namn            | Nation  | Tid     | Ort                      | Datum           |
| ----------------- | --------------- | ------- | ------- | ------------------------ | --------------- |
| Världsrekord      | Mireia Belmonte | Spanien | 4.18,94 | Eindhoven, Nederländerna | 12 augusti 2017 |
| Mästerskapsrekord | Mireia Belmonte | Spanien | 4.19,86 | Doha, Qatar              | 3 december 2014 |

Följande nya rekord noterades under mästerskapet:
| Datum       | Omgång | Namn            | Nationalitet | Tid     | Rekord |
| ----------- | ------ | --------------- | ------------ | ------- | ------ |
| 14 december | Final  | Summer McIntosh | Kanada       | 4.15,48 | 0VR0   |

## Resultat

### Försöksheat
Försöksheaten startade klockan 09:02.
| Placering | Heat | Bana | Namn                   | Nationalitet       | Tid     | Noteringar |
| --------- | ---- | ---- | ---------------------- | ------------------ | ------- | ---------- |
| 1         | 4    | 4    | Katie Grimes           | USA                | 4.24,74 | 0Q0        |
| 2         | 3    | 4    | Summer McIntosh        | Kanada             | 4.25,86 | 0Q0        |
| 3         | 4    | 5    | Mary-Sophie Harvey     | Kanada             | 4.27,01 | 0Q0        |
| 4         | 3    | 5    | Abbie Wood             | Storbritannien     | 4.29,21 | 0Q0        |
| 5         | 3    | 3    | Ellen Walshe           | Irland             | 4.29,78 | 0Q0        |
| 6         | 4    | 3    | Tara Kinder            | Australien         | 4.30,17 | 0Q0        |
| 7         | 4    | 6    | Kayla Hardy            | Australien         | 4.31,35 | 0Q0        |
| 8         | 3    | 2    | Emma Carrasco          | Spanien            | 4.32,20 | 0Q0        |
| 9         | 3    | 7    | Ayami Suzuki           | Japan              | 4.33,52 | R          |
| 10        | 2    | 2    | Kristen Romano         | Puerto Rico        | 4.33,56 | R, 0NR0    |
| 11        | 4    | 0    | Lilla Bognar           | USA                | 4.33,77 |            |
| 12        | 3    | 1    | Zhou Yanjun            | Kina               | 4.34,08 |            |
| 13        | 2    | 4    | Misuzu Nagaoka         | Japan              | 4.34,57 |            |
| 14        | 4    | 1    | Vivien Jackl           | Ungern             | 4.35,61 |            |
| 15        | 4    | 8    | Laura Cabanes          | Spanien            | 4.37,33 |            |
| 16        | 4    | 7    | Boglárka Kapás         | Ungern             | 4.37,46 |            |
| 17        | 2    | 5    | Clara Rybak-Andersen   | Danmark            | 4.39,09 |            |
| 18        | 2    | 1    | Katja Fain             | Slovenien          | 4.39,26 |            |
| 19        | 4    | 2    | Viktorija Blinova      | Neutral Athletes B | 4.40,17 |            |
| 20        | 3    | 6    | Zheng Huiyu            | Kina               | 4.41,30 |            |
| 21        | 3    | 9    | Gina McCarthy          | Nya Zeeland        | 4.41,85 |            |
| 22        | 4    | 9    | Nikoleta Trníková      | Slovakien          | 4.41,87 |            |
| 23        | 2    | 6    | Xiandi Chua            | Filippinerna       | 4.43,85 |            |
| 24        | 2    | 8    | Lee Hee-eun            | Sydkorea           | 4.44,78 |            |
| 25        | 2    | 7    | Jinjutha Pholjamjumrus | Thailand           | 4.45,44 |            |
| 26        | 1    | 3    | Kinga Paradowska       | Polen              | 4.45,70 |            |
| 27        | 2    | 3    | Ng Lai Wa              | Hongkong           | 4.45,79 |            |
| 28        | 1    | 5    | Nicole Frank           | Uruguay            | 4.46,81 | 0NR0       |
| 29        | 3    | 8    | Applejean Gwinn        | Taiwan             | 4.51,26 |            |
| 30        | 1    | 4    | Karin Belbeisi         | Jordanien          | 4.56,52 |            |
| 31        | 2    | 0    | Inana Soleman          | Syrien             | 0DNS0   | 0DNS0      |
| 31        | 3    | 0    | Gabrielle Roncatto     | Brasilien          | 0DNS0   | 0DNS0      |

### Final
Finalen startade klockan 18:30.
| Placering | Bana | Namn               | Nationalitet   | Tid     | Noteringar  |
| --------- | ---- | ------------------ | -------------- | ------- | ----------- |
| 1         | 4    | Summer McIntosh    | Kanada         | 4.15,48 | 0VR0, 0VRJ0 |
| 2         | 4    | Katie Grimes       | USA            | 4.20,14 |             |
| 3         | 6    | Abbie Wood         | Storbritannien | 4.24,34 |             |
| 4         | 3    | Mary-Sophie Harvey | Kanada         | 4.26,09 |             |
| 5         | 2    | Ellen Walshe       | Irland         | 4.29,86 |             |
| 6         | 1    | Kayla Hardy        | Australien     | 4.30,01 |             |
| 7         | 7    | Tara Kinder        | Australien     | 4.30,87 |             |
| 8         | 8    | Emma Carrasco      | Spanien        | 4.31,18 |             |